# Lijst van voetbalinterlands Litouwen - Tsjechië
Deze lijst van voetbalinterlands is een overzicht van alle officiële voetbalwedstrijden tussen de nationale teams van Litouwen en Tsjechië. De landen speelden tot op heden zeven keer tegen elkaar. De eerste ontmoeting, een vriendschappelijke wedstrijd, werd gespeeld in Ostrava op 25 mei 1994. Het laatste duel, eveneens een vriendschappelijke wedstrijd, vond plaats op 22 maart 2017 in Ústí nad Labem.

## Wedstrijden
| № | Plaats         | Datum            | Competitie           | Wedstrijd           | Uitslag |
| - | -------------- | ---------------- | -------------------- | ------------------- | ------- |
| 1 | Ostrava        | 25 mei 1994      | Vriendschappelijk    | Tsjechië − Litouwen | 5 − 3   |
| 2 | Teplice        | 27 maart 1999    | EK 2000 kwalificatie | Tsjechië − Litouwen | 2 − 0   |
| 3 | Vilnius        | 4 september 1999 | EK 2000 kwalificatie | Litouwen − Tsjechië | 0 − 4   |
| 4 | Praag          | 27 mei 2008      | Vriendschappelijk    | Tsjechië − Litouwen | 2 − 0   |
| 5 | Olomouc        | 7 september 2010 | EK 2012 kwalificatie | Tsjechië − Litouwen | 0 − 1   |
| 6 | Kaunas         | 11 oktober 2011  | EK 2012 kwalificatie | Litouwen − Tsjechië | 1 − 4   |
| 7 | Ústí nad Labem | 22 maart 2017    | Vriendschappelijk    | Tsjechië − Litouwen | 3 − 0   |

## Samenvatting
| Competitie        | Totaal gespeeld | Winst Litouwen | Gelijk | Winst Tsjechië | Doelsaldo Litouwen – Tsjechië |
| ----------------- | --------------- | -------------- | ------ | -------------- | ----------------------------- |
| EK-kwalificatie   | 4               | 1              | 0      | 3              | 2 − 10                        |
| Vriendschappelijk | 3               | 0              | 0      | 3              | 3 − 10                        |
| Totaal            | 7               | 1              | 0      | 6              | 5 − 20                        |

## Details

### Vierde ontmoeting
| Vriendschappelijk (Praag, Tsjechië, 27 mei 2008):             |       |          |
| Tsjechië                                                      | 2 – 0 | Litouwen |
| Jan Koller 39', 62'                                           | goals |          |
| - Debuut van Václav Svěrkoš (FK Banik Ostrava) voor Tsjechië. |       |          |

### Zesde ontmoeting
| EK 2012 kwalificatie (Kaunas, Litouwen, 11 oktober 2011): |       |                                                 |
| Litouwen                                                  | 1 – 4 | Tsjechië                                        |
| Darvydas Šernas 68' (pen.)                                | goals | 2', 85' (pen.) Michal Kadlec 16', 45' Jan Rezek |

### Zevende ontmoeting
| Vriendschappelijk (Ústí nad Labem, Tsjechië, 22 maart 2017): |              | |
| Tsjechië | 3 – 0        | Litouwen |
| Tomáš Hořava 48' (pen.) Jakub Jankto 64' Michael Krmenčík 79' | goals        | |
| Karel Jarolím | bondscoach   | Edgaras Jankauskas |
| Tomáš Vaclík 46' Tomáš Sivok 46' Theodor Gebre Selassie 46' Filip Novák 46' Jakub Brabec 46' Bořek Dočkal 46' Vladimír Darida 46' Jaromír Zmrhal 46' Antonín Barák 46' Milan Škoda 46' Ladislav Krejčí 46' | opstellingen | 46' Ernestas Šetkus 61' Arūnas Klimavičius 46' Egidijus Vaitkūnas 46' Vaidas Slavickas 46' Mantas Kuklys 61' Linas Klimavičius 61' Deivydas Matulevičius 61' Simonas Paulius 61' Vykintas Slivka 61' Vytautas Lukša 61' Mindaugas Grigaravičius |
| Tomáš Koubek 46' Tomáš Kalas 46' Ondřej Čelůstka 46' Adam Hloušek 46' Marek Suchý 46' Jakub Jankto 46' Tomáš Hořava 46' Petr Mareš 46' Josef Hušbauer 46' Michael Krmenčík 46' Jan Sýkora 46'              | wissels      | 46' Emilijus Zubas 46' Valdemar Borovskij 46' Rolandas Baravykas 46' Ovidijus Verbickas 61' Tadas Kijanskas 61' Tomas Mikuckis 61' Nerijus Valskis 61' Artūras Žulpa 61' Tautvydas Eliošius 61' Fiodor Černych 61' Arvydas Novikovas            |
| | gele kaarten | 59' Deivydas Matulevičius |

LFF · A-internationals · Bondscoaches · Statistieken · Litouws vrouwenelftal · Olympisch elftal · Litouwen U21 · Litouwen U20 · Litouwen U19 · Litouwen U18 · Litouwen U17 · Litouwen U16
1923 – 1929 ·
1930 – 1939 ·
1940 – 1949 ·
1950 – 1989 · 
1990 – 1999 ·
2000 – 2009 ·
2010 – 2019 ·
2020 − 2029
1923 · 
1924 · 
1925 · 
1926 · 
1927 · 
1928 · 
1929 · 
1930 · 
1931 · 
1932 · 
1933 · 
1934 · 
1935 · 
1936 · 
1937 · 
1938 · 
1939 · 
1940 · 
1941–1944 · 
1945 · 
1946 · 
1947 · 
1948 · 
1949 · 
1950–1955 · 
1956 · 
1957–1978 · 
1979 · 
1980–1989 · 
1990 · 
1991 · 
1992 · 
1993 · 
1994 · 
1995 · 
1996 · 
1997 · 
1998 · 
1999 · 
2000 · 
2001 · 
2002 · 
2003 · 
2004 · 
2005 · 
2006 · 
2007 · 
2008 · 
2009 · 
2010 · 
2011 · 
2012 · 
2013 · 
2014 · 
2015 · 
2016 · 
2017 ·
2018 ·
2019 ·
2020 ·
2021
Albanië ·
Andorra ·
Argentinië ·
Armenië ·
Azerbeidzjan ·
België ·
Bosnië en Herzegovina ·
Brazilië ·
Bulgarije ·
Chili ·
Cyprus ·
Denemarken ·
Duitsland ·
Egypte ·
Engeland ·
Estland ·
Faeröer ·
Finland ·
Frankrijk ·
Georgië ·
Gibraltar ·
Griekenland ·
Hongarije ·
Ierland ·
IJsland ·
Indonesië ·
Iran ·
Israël ·
Italië ·
Joegoslavië ·
Jordanië ·
Kazachstan ·
Koeweit ·
Kosovo ·
Kroatië ·
Letland ·
Liechtenstein ·
Luxemburg ·
Mali ·
Malta ·
Moldavië ·
Montenegro ·
Nieuw-Zeeland ·
Noord-Ierland ·
Noord-Macedonië ·
Noorwegen ·
Oekraïne ·
Oostenrijk ·
Polen ·
Portugal ·
Roemenië ·
Rusland ·
San Marino ·
Saoedi-Arabië ·
Schotland ·
Servië ·
Servië en Montenegro ·
Slovenië ·
Slowakije ·
Spanje ·
Tsjechië ·
Turkije ·
Turkmenistan ·
Verenigde Arabische Emiraten ·
Wit-Rusland ·
Zweden ·
Zwitserland
FAČR · A-internationals · Bondscoaches · Selecties · Statistieken · Tsjechisch vrouwenelftal · Olympisch elftal · Tsjechië U21 · Tsjechië U20 · Tsjechië U19 · Tsjechië U18 · Tsjechië U17 · Tsjechië U16
EK 1996 · 
EK 2000 · 
EK 2004 · 
EK 2008 · 
EK 2012 · 
EK 2016 · 
EK 2020
WK 1998 · 
WK 2002 · 
WK 2006 · 
WK 2010 · 
WK 2014 · 
WK 2018 · 
WK 2022
OS 2000
1906 · 1907 · 1908 · 1909 – 1938 · 1939 · 1940 – 1993 · 1994 · 1995 · 1996 · 1997 · 1998 · 1999 · 2000 · 2001 · 2002 · 2003 · 2004 · 2005 · 2006 · 2007 · 2008 · 2009 · 2010 · 2011 · 2012 · 2013 · 2014 · 2015 · 2016 · 2017 · 2018 · 2019 · 2020 · 2021 · 2022 · 2023 · 2024 · 2025
Albanië ·
Andorra ·
Armenië ·
Australië ·
Azerbeidzjan ·
België ·
Bosnië en Herzegovina ·
Brazilië ·
Bulgarije ·
Canada ·
China ·
Costa Rica ·
Cyprus ·
Denemarken ·
Duitsland ·
Engeland ·
Estland ·
Faeröer ·
Finland ·
Frankrijk ·
Georgië ·
Ghana ·
Gibraltar ·
Griekenland ·
Hongarije ·
Ierland ·
IJsland ·
Israël ·
Italië ·
Japan ·
Joegoslavië ·
Kazachstan ·
Koeweit ·
Kosovo ·
Kroatië ·
Letland ·
Libanon ·
Liechtenstein ·
Litouwen ·
Luxemburg ·
Malta ·
Marokko ·
Mexico ·
Moldavië ·
Montenegro ·
Nederland ·
Nigeria ·
Noord-Ierland ·
Noord-Macedonië ·
Noorwegen ·
Oekraïne ·
Oostenrijk ·
Paraguay ·
Peru ·
Polen ·
Portugal ·
Qatar ·
Roemenië ·
Rusland ·
San Marino ·
Saoedi-Arabië ·
Schotland ·
Servië ·
Slovenië ·
Slowakije ·
Spanje ·
Trinidad en Tobago ·
Turkije ·
Uruguay ·
Verenigde Arabische Emiraten ·
Verenigde Staten ·
Wales ·
Wit-Rusland ·
Zuid-Afrika ·
Zuid-Korea ·
Zweden ·
Zwitserland
Denemarken (2021) · 
Duitsland (1996, 2) · 
Engeland (2021) · 
Ghana (2006) · 
Griekenland (2012) · 
Italië (2006) · 
Kroatië (2016) · 
Kroatië (2021) · 
Nederland (2021) · 
Polen (2012) · 
Portugal (2008) · 
Portugal (2012) · 
Rusland (2012) · 
Schotland (2021) · 
Spanje (2016) · 
Turkije (2008) · 
Verenigde Staten (2006) ·
Zwitserland (2008)